# Falsogaudryinella
Falsogaudryinella es un género de foraminífero bentónico de la subfamilia Reophacellinae, de la familia Reophacellidae, de la superfamilia Verneuilinoidea, del suborden Verneuilinina y del orden Lituolida. Su especie tipo es Gaudryinella tealbyensis. Su rango cronoestratigráfico abarca desde el Valanginiense (Cretácico inferior) hasta el Cenomaniense (Cretácico superior).

## Discusión
Clasificaciones previas incluían Falsogaudryinella en la subfamilia Verneuilinoidinae de la familia Verneuilinidae, así como en el suborden Textulariina del orden Textulariida, o en el orden Lituolida sin diferenciar el suborden Verneuilinina.

## Clasificación
Falsogaudryinella incluye a las siguientes especies:
- Falsogaudryinella alta †
- Falsogaudryinella moesiana †
- Falsogaudryinella neagui †
- Falsogaudryinella praemoesiana †
- Falsogaudryinella tealbyensis †
- Falsogaudryinella triangula †
- Falsogaudryinella xenogena †